# 第9回アフリカ開発会議
第9回アフリカ開発会議（だい9かいアフリカかいはつかいぎ, 英語: Tokyo International Conference on African Development 9、 TICAD 9（ティカッド 9）は、2025年8月20日から22日にかけて横浜で開催予定のアフリカ開発会議である。

## 概要
TICAD 9は9回目のアフリカ開発会議にして、横浜市では4回目の開催である。
過去三回同様パシフィコ横浜が会場となっており、開催期間中は、パシフィコ横浜にて数多くのテーマ別イベントも開催される予定である。
また、会議の議長代理・日本政府代表として、岸田文雄前首相が任命された。

## インド洋・アフリカ経済圏イニシアティブ
会議開催にあたり、日本政府は「インド洋・アフリカ経済圏イニシアティブ」を提唱する方針である。
インドから中東諸国、アフリカ大陸にかけた一帯には経済成長の中心となる潜在性があるなどとして、その一帯を新たな経済圏と位置づける構想が「インド洋・アフリカ経済圏イニシアティブ」である。「自由で開かれたインド太平洋戦略」のもとで、自由で公正な経済圏の構築と地域間の連結性の強化を目的のひとつとしており、アフリカを含む「グローバル・サウス」との関係強化や、この地域での貿易や投資拡大を目指す日本企業の支援につなげる狙いがある。
また、開催期間中の8月20日には「インド洋・アフリカ経済圏フォーラム」が日本経済新聞社及び経済産業省、外務省との共催で開催される予定である。

## テーマ別イベント
開催期間中、パシフィコ横浜及びその近隣会場において、関連する各テーマについて幅広く議論を深めるべく、 産官学・市⺠社会等多様な団体が200を超えるセミナー・シンポジウム及び約300のブース・パネル展⽰をテーマ別イベントとして実施する予定である。
| 名称                                                                                               | 主催者 | 日時                 |
| -------------------------------------------------------------------------------------------------- | --- | -------------------- |
| 第2回模擬アフリカ連合会議 総会：Inayojumuisha ： アフリカの未来を形作る若者の共創                  | 国連開発計画、 国際協⼒機構、ソフィア⼤学 | 8月20日 10:00〜11:20 |
| Global Innovation ⽇アフリカ⼤学シンポジウム〜⽇アフリカ間の⼈材育成、科学技術協⼒の未来を描く〜   | 広島大学 | 8月20日 10:00〜11:30 |
| ⽇・アフリカ共創で拓く健康と経済の未来：官⺠連携の最前線                                           | 内閣府、内閣官房 | 8月20日 10:00〜14:10 |
| 世界銀⾏グループの保証を活⽤した ⽇本からアフリカへの投資促進にむけて                              | 世界銀⾏グループ 多数国間投資保証機関 | 8月20日 10:00〜11:30 |
| 誰⼀⼈取り残さない、⾷料安全保障と持続可能な 農業・⾷料システムに向けて                            | 国際連合⾷糧農業機関 | 8月20日 10:00〜11:30 |
| 医療技術のイノベーションと公平性の新時代                                                           | グローバルヘルス技術振興基⾦ 、国連開発計画 | 8月20日 10:00〜11:30 |
| NTDs克服に向けたアフリカとの共創― 産学官の連携と若者の⼒                                           | ⻑崎⼤学、⽇本製薬⼯業協会、 DNDi Japan、NTDs Youthの会、 グローバルヘルス技術振興基⾦、SDGs・プロミス・ ジャパン、JAGntdによる TICAD9 NTDsシンポジウム実⾏委員会（委員会本部：⻑崎⼤学）         | 8月20日 12:40〜14:10 |
| アフリカにおける持続可能なヘルス・ファイナンシング： 約束から実⾏へ                                | 世界エイズ・結核・マラリア対策基⾦、⽇本国際交流センター、グローバルファンド⽇本委員会 | 8月20日 12:40〜14:10 |
| デジタル時代におけるガバナンス：アフリカへの教訓                                                   | 国際連合大学 | 8月20日 12:40〜14:10 |
| 質⾼インフラによる成⻑と⾰新をアフリカで引き起こす                                                 | OECD開発センター | 8月20日 12:40〜14:10 |
| 若者が起爆する成⻑⾰命：クリエイティブと起業                                                       | UNDP、UNIDO、東京⼤学、経済同友会 | 8月20日 13:30〜16:00 |
| アフリカ諸国における⾷料栄養安全保障と⽣計改善における⽇本の 先端技術、ノウハウ、制度⾰新の役割    | 国際⾷料政策研究所、ワールドビジョン⽇本、野⼝記念医学研究所（共催：味の素、パナソニックホールディングス）                                                                                        | 8月20日 15:20〜16:50 |
| デジタルインパクトinアフリカ-通信インフラ普及の重要性と⽅策-                                       | 総務省 | 8月20日 15:20〜16:50 |
| アフリカビジネス成功のカギ 〜NEXIと⾦融機関が語るビジネス⽀援～                                    | ⽇本貿易保険、経済産業省 | 8月20日 18:00〜19:30 |
| アフリカでの⺠間資⾦の動員とインパクトの最⼤化： ブレンデッド・ファイナンスの役割                  | 国連資本開発基⾦ | 8月20日 18:00〜19:30 |
| アフリカのきれいな街プラットフォーム（ＡＣＣＰ） 第４回全体会合                                    | 環境省、国連⼈間居住計画、国際協⼒機構、 横浜市、国連環境計画 | 8月20日 9:00〜17:30  |
| ⽇本とアフリカ間における国際頭脳循環の促進                                                         | 世界銀⾏、アフリカ開発銀⾏、⽂部科学省 | 8月20日 9:00〜11:00  |
| アフリカの可能性を引き出す：⺠間主導の成⻑に向けた 国際開発⾦融機関（MDBs）と⽇本の連携            | アフリカ開発銀⾏、財務省 | 8月21日 10:00〜11:30 |
| 未来を耕す共創の⼒： ⻄アフリカの⾷料システム強靭化に向けたWFPと農⽔省の挑戦                       | 農林⽔産省、国連世界⾷糧計画 | 8月21日 10:00〜11:30 |
| アジアからアフリカへ〜アフリカン・クリーンエア・プログラム（ACAP）                                 | 環境省、短寿命気候汚染物質削減ための気候と⼤気浄化の国際パートナーシップ、 国連環境計画 | 8月21日 12:40〜14:10 |
| TICAD8から始まったアフリカ全⼟に裨益する チュニジアでの保健事業〜徳洲会、JICAと共に                | アフリカ開発協会 | 8月21日 12:40〜14:10 |
| アフリカ諸国におけるマンガ産業とその市場について                                                   | 文化庁 | 8月21日 14:00~15:30  |
| これからのアフリカ諸国と⽇本の法務・司法分野における協⼒強化に向けて                               | 法務省 | 8月21日 15:20〜16:50 |
| Sport for Africa：⽇本発！スポーツを通じたアフリカの開発協⼒                                       | スポーツ庁、⽇本スポーツ振興センター、国際協⼒機構 | 8月21日 16:00〜17:30 |
| アフリカの森林減少及び劣化抑⽌のための共創（Co-create）と 分野横断的な連携：効果的な解決策に向けて | 林野庁、国際連合⾷糧農業機関、国際熱帯⽊材機関 | 8月21日 17:00~18:00  |
| 診断領域における課題−⼈道援助の最前線からー                                                        | 国境なき医師団 | 8月21日 18:00~19:30  |
| ⽇・アフリカ官⺠インフラ会議                                                                       | 国⼟交通省 | 8月21日 9:00〜10:30  |
| アフリカにおける気候・⽔関連レジリエンス― ⽔関連災害リスクの軽減に向けて                           | 国⼟交通省、国連地域開発センター、国連防災機関、世界銀行、アフリカ開発銀⾏、経済協⼒開発機構開発センター、国際協⼒機構 、⽔災害・リスクマネジメント国際センター、宇宙航空研究開発機構、⽔資源機構 | 8月21日 14:00〜15:30 |
| Mine-Free Africaの実現に向けて −アフリカ地雷対策プラットフォーム設⽴記念イベント                   | 国連地雷対策サービス部 、カンボジア地雷対策センター | 8月21日 9:30〜11:00  |
| イタリア政府戦略「アフリカのためのマッテイ計画」の紹介 （⽇本との連携に向けて）                    | イタリア⾸相府 「マッテイ計画」タスクフォース | 8月22日 10:00〜11:30 |

## パートナー事業
2024年6月1日から2025年12月31日までの間、「TICAD 9 パートナー事業」が開催されている。
1. アフリカの経済社会の発展、魅力発信又は平和構築への寄与を目的とした事業
2. 日・アフリカ関係の強化に資する事業

| 名称 | 主催者                                                 | 実施期間                |
| --- | ------------------------------------------------------ | ----------------------- |
| 日本アフリカビジネスフォーラム2024「アフリカ投資リスクを探る真の可能性と課題」                          | アフリカ開発銀行、経済同友会                           | 2024年6月18日           |
| 「ザンビア投資セミナー」                                                                                | 在ザンビア日本国大使館、駐日ザンビア大使館             | 2024年7月25日           |
| オンラインセミナー「アフリカの『ビジネスの今』を、現地日本大使館から紹介！ エジプト・ガーナ・ケニア編」 | 日本商工会議所、東京商工会議所、日本エジプト経済委員会 | 2024年8月8日            |
| 「ラゴス国際見本市2024」ジャパン・パビリオン                                                            | ジェトロ                                               | 2024年11月1日～11月10日 |
| 「アフリカタイム in 多文化共生フェスタ2024」（万博国際交流プログラム採択事業）                          | 鶴見国際交流ラウンジ、横浜市国際学生会館、共済:横浜市  | 2024年11月16日          |
| アフリカ大陸自由貿易圏（AfCFTA）ビジネスセミナー                                                        | JETRO、JICA、UNDP、UNIDO                               | 2024年11月21日          |
| 2024アジア・アフリカ広域農業資機材・アグリテック・漁業資機材オンライン商談会                            | ジェトロ                                               | 2025年1月20日～2月14日  |
| TICAD 9に向けたアフリカビジネスセミナー                                                                 | 一般社団法人YOKOHAMA URBAN SOLUTION ALLIANCE（YUSA）   | 2025年1月23日           |
| シンポジウム「日本とアフリカ」                                                                          | 広島大学                                               | 2025年2月19日           |
| 人口と開発に関するアフリカ・アジア国会議員会議                                                          | アジア人口・開発協会                                   | 2025年2月24日～25日     |
| Launch of the Second Edition of the Model African Union in Japan                                        | UNDP、JICA、上智大学                                   | 2025年3月2日            |
| UNIDO-Japan Partnership for Africa                                                                      | 国際連合工業開発機関、在ウィーン国際機関日本政府       | 2025年3月17日～3月21日  |
| South Africa’s G20 Presidency: Solidarity, Equality, Sustainability — a Conversation with Japan         | 国連大学                                               | 2025年3月18日           |
| 「Celebrate Africa 2025 アフリカDAY＠大阪関西万博」                                                     | Cerebrate Africa 2025大阪・関西万博実行委員会          | 2025年5月25日           |
| 海外日本語教師研修                                                                                      | 国際交流基金                                           | 2025年5月28日～12月31日 |
| アフリカ月間2025                                                                                        | 横浜市                                                 | 2025年7月1日～8月31日   |
| TICAD 9機運醸成イベント                                                                                 | 神奈川県文化スポーツ観光局国際課                       | 2025年7月5日            |
| 第6回アフリカ日本語教育会議                                                                             | 国際交流基金                                           | 2025年7月18日～7月21日  |
| Sport for Tomorrow x Africa Action Day 2025                                                             | Sport for Tomorrow x Africa Action Day 2025実行委員会  | 2025年8月2日～8月3日    |
| TICAD 9プレイベント「日・アフリカユースキャンプ」                                                       | JICA 経済開発部、JICA 中部センター                     | 2025年8月5日～8月6日    |